# سنت ایو، کورنوال
سنت ایو (به انگلیسی: St Ive) یک روستا و محله مدنی در بریتانیا است که در کورنوال واقع شده‌است. سنت ایو ۲٬۲۳۱ نفر جمعیت دارد.